# Moon Madness (film)
Pour les articles homonymes, voir Moon Madness.
Pour plus de détails, voir Fiche technique et Distribution.
Moon Madness est un film américain réalisé par Colin Campbell, sorti en 1920.

## Synopsis
Zora, une jeune fille d'origine française, est élevée par une riche famille de bédouins après que sa mère Valérie est morte alors qu'elle s'enfuyait avec un autre homme. Zora ressent une grande attirance pour Adrien, un artiste français, au point qu'elle accepte l'offre d'un autre artiste, Raoul, de l'emmener à Paris, à la condition que, si Adrien la rejette, elle devra se donner à lui. Jan, le fils du chef bédouin, amoureux de Zora, les suit à Paris. Là-bas Zora réalise qu'Adrien ne l'aime pas et qu'elle aime en fait Jan. Malgré cela, elle se sent obligée d'honorer le pacte qu'elle a fait avec Raoul et elle est sur le point de succomber à ses avances lorsque le père de Zora arrive et reconnaît en Raoul l'homme qui a détruit son ménage des années auparavant. Les deux hommes se battent, Raoul est tué, laissant ainsi Zora et Jan libres de s'aimer. 

## Fiche technique
- Titre original : Moon Madness
- Réalisation : Colin Campbell
- Scénario : J. Grubb Alexander (en)
- Photographie : Fred Schoedsack
- Société de production : Haworth Studios
- Société de distribution : Robertson-Cole Distributing Corporation
- Pays d’origine :  États-Unis
- Langue originale : anglais
- Format : noir et blanc — 35 mm — 1,37:1 — Film muet
- Genre : drame
- Durée : 6 bobines
- Dates de sortie :  États-Unis : juillet 1920

## Distribution
- Edith Storey : Valérie / Zora
- Sam De Grasse : Adrien
- Josef Swickard : Latour
- Wallace MacDonald : Jan
- Irene Hunt : Badoura
- William Courtleigh : Raoul
- Frankie Lee : l'enfant
- Frederic Starr : le chef arabe